# Spieringhorner Binnenpolder
De Spieringhorner Binnenpolder is een (voormalige) polder in Amsterdam Nieuw-West en Amsterdam Westpoort. Het gebied ten zuidwesten van de Spaarndammerdijk tot aan de Osdorperweg werd op 16e-eeuwse kaarten aangeduid als Spierinxhoorn. Na de aanleg van de Haarlemmervaart in 1632 werd het land ten zuiden er van aangeduid als Osdorper Binnenpolder, ten noorden daarvan als Spieringhorner Binnenpolder.
De polder had een eigen poldermolen langs de Haarlemmervaart, die in 1928 is afgebrand en daarna door een gemaal is vervangen.
De naam Spieringhorn wordt nog gebruikt als aanduiding van de sportvelden die hier gelegen zijn. Andere delen van de polder, gelegen ten oosten van Zijkanaal F, zijn bebouwd en in gebruik als bedrijventerreinen van het Westelijk Havengebied. De Lange Bretten is een ruig natuurgebied gelegen op de gronden van de polder direct ten noorden van de Haarlemmertrekvaart.